# オクルデンタビス
オクルデンタビス（Oculudentavis、「目と歯の鳥」という意味）は、2020年に記載された絶滅した脊椎動物の属。恐竜もしくは鳥類の化石として記載されたが、後に撤回され、有鱗目として再記載された。
2021年現在、二種の既知の種、Oculudentavis khaungraaeとOculudentavis nagaが含まれている。O. khaungraaeの唯一の既知の化石は、ミャンマーのビルマ琥珀に保存された完全な頭蓋骨である。頭蓋骨の長さは1.4cmになり、オクルデンタビスが鳥類である場合、現代のハチドリに匹敵するほど小型であると示される。この標本は、ミャンマー北部のカチン州フーコン盆地の9,900万年前（白亜紀セノマニアン）の鉱床から回収されており、その古生物学的価値と、ビルマの琥珀の採集と研究をめぐる倫理的問題に関する論争に巻き込まれている。

## 形態と分類
オクルデンタビスの頭蓋骨は長い吻部を持ち、発達した強膜輪を持っていた。眼の構造より昼行性であると考えられる。細長い歯が23対生えており、小型の無脊椎動物を食糧にしていたと考えられる。その後の論文では有鱗類として新たな標本と共に再記載された。鳥類に類似した頭部は、昆虫食性に特化した収斂進化の結果であると考えられている。